# 费尔芒特 (北达科他州)
费尔芒特（英語：Fairmount），是美国北达科他州下属的一座城市。根据2010年美国人口普查，该市有人口367人。2011年估计该市有人口365人，相对于2010年，增长率为?0.54%。2017年，根據美國普查局，該市有356人。